# 吳樂園
吳樂園（1913年—2007年10月26日），台灣著名郵商，集郵家，郵學家。國民黨政府遷台之前，吳氏曾在上海經營國寶郵票社。上海解放前，曾計畫經手一批30多枚的1941年紐約版孫中山像貳圓中心倒印郵票，可惜最後並未成功。移居台北後，專心致力於搜羅中國清朝紅印花加蓋暫作郵票，並將所藏集結成書。吳氏於1983年3月出版的《紅印花加蓋郵票專集》一書，是後人研究與收集紅印花郵票重要的參考書之一。